# Grunern
Das Dorf Grunern ist ein Stadtteil von Staufen im Breisgau in der Vorbergzone des Südschwarzwalds am Ausgang des Münstertals in die zum Rhein gerichtete Staufener Bucht und hat 965 Einwohner.

## Geografie
Neben dem eigentlichen Dorf gehören zu Grunern die Weiler Etzenbach und Kropbach, die an der Grenze zu Münstertal liegen, sowie die Höfe Hohacker, Sahlenbach, Schleifsteinhof und Schöneck. Das Straßendorf hat eine geschwungen und geknickt verlaufende Hauptsiedlungsachse. Im Westen verlaufen Quergassen nach Süden. 

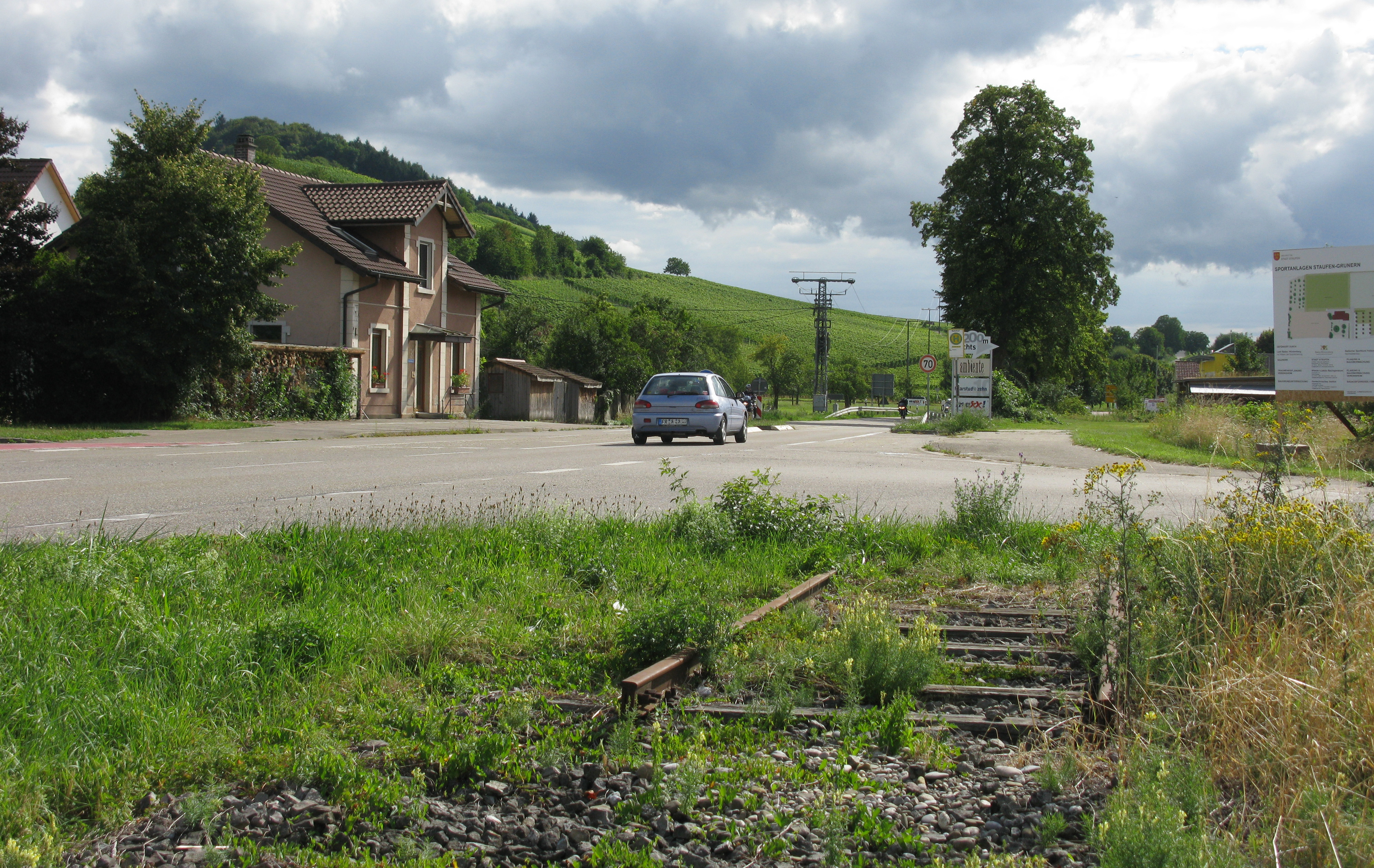
Gleise der stillgelegten Strecke mit der ehemaligen Bahnhofsgaststätte von Grunern

Die heutige Münstertalbahn war zunächst 1894 mit einer Strecke von Bad Krozingen nach Sulzburg eröffnet worden. Westlich dieser Nebenbahnlinie entstand das Industrie- und Gewerbegebiet des Ortes. Der Personenverkehr auf dieser Strecke endete 1969. Nach der Insolvenz des in Grunern noch angeschlossenen Industriebetriebs 1996 wurde auch der Betrieb auf diesem Reststück eingestellt und auch die verbliebenen Gleise wurden überwiegend abgebaut. 
Grunern liegt am Bettlerpfad.

## Geschichte
Der Ort wird 1144 erstmals erwähnt. Gesiedelt wurde hier aber schon weitaus früher, denn bereits in der ersten Urkunde wird von „Gruonre cum ecclesia“ gesprochen, also dem Ort selbst mit der Kirche, die nicht das erste Bauwerk gewesen sein kann. Auch war der Weiler Kropbach schon 1028 bewohnt, wie einer kaiserlichen Urkunde über die dort nach Silbererz schürfenden Bergleute zu entnehmen ist. Der Ortsname Gruonre, Groira, Grunr ist nach Form und Inhalt nicht gedeutet.
Schon 1283 war die Vogtei im Besitz der Herren von Staufen. Nach dem Erlöschen von deren Geschlecht 1602 fiel die Herrschaft an das habsburgische Vorderösterreich zurück, unter dessen Landeshoheit der Ort schon seit dem 15. Jahrhundert stand. 1628 wurde sie zusammen mit Staufen an Schauenburg verpfändet und 1738 an das Kloster St. Blasien verlehnt, das den Ort sehr förderte: das Bärenbad wurde ausgebaut, das Volksschulwesen gefördert und das Schulhaus errichtet. In badischer Zeit gehörte Grunern zum Bezirksamt Staufen, seit 1936 zum Bezirksamt Müllheim bzw. Landkreis Müllheim. 1974 wurde es nach Staufen eingemeindet.

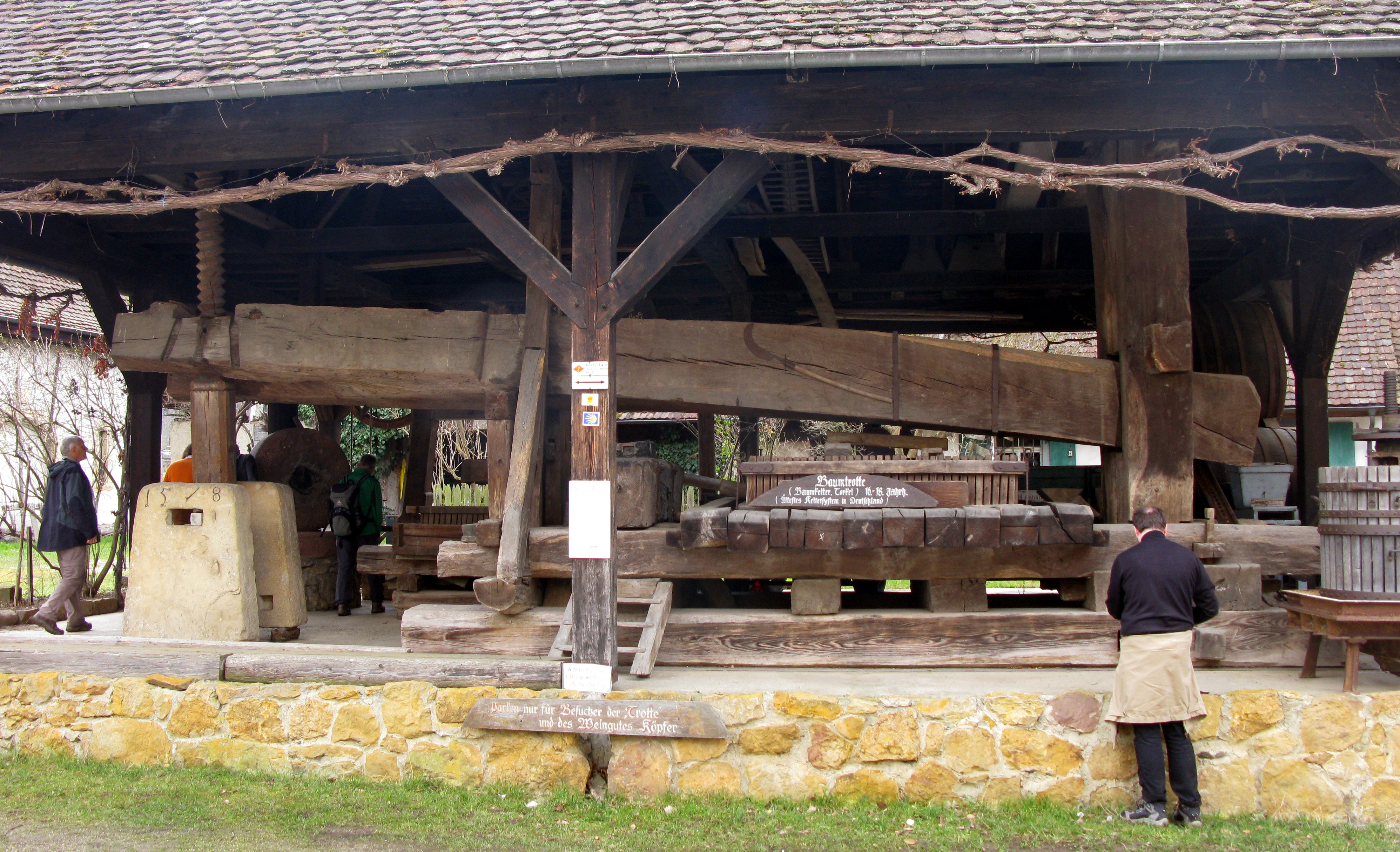
Baumtrotte von 1815

## Kultur
1992 wurde ein sehr aktiver Bürgerverein gegründet, der 2013 auch bei der Installierung eines Dorfladens mitwirkte. 2013 war der Bürgerverein Zweitplatzierter bei der Verleihung des Deutschen Bürgerpreises.
Ein kleines privates Weinmuseum mit einer Baumtrotte von 1815 befindet sich in der Dorfstraße 22.

## Verkehr

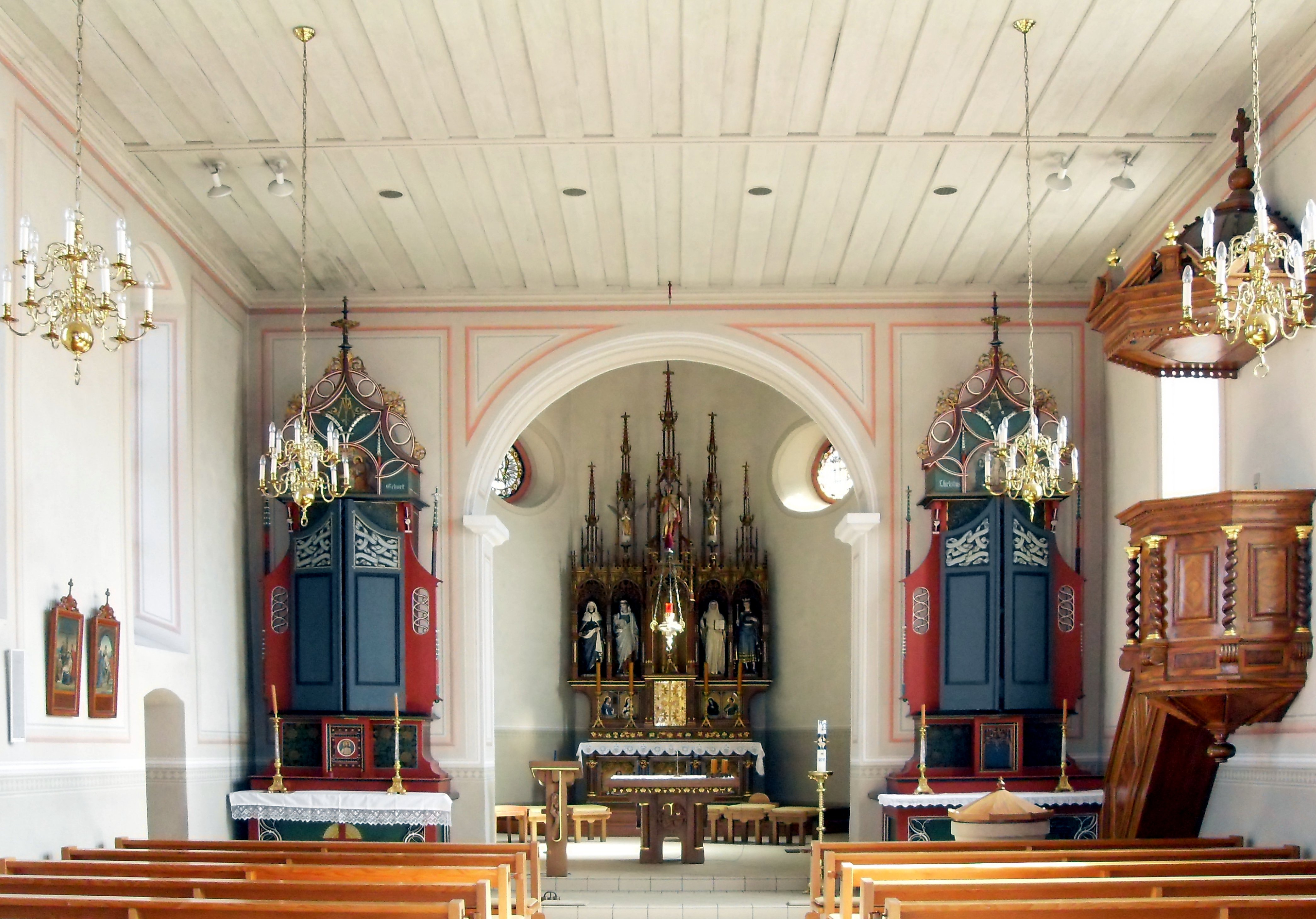
Innenansicht St. Agatha

Ab 2026 soll Grunern am Fahrradverleihsystem Frelo teilnehmen. Weitere Stationen sollen in Staufen mit Anschluss an die Münstertalbahn und in Bad Krozingen mit Anschluss an die Rheintalbahn entstehen.

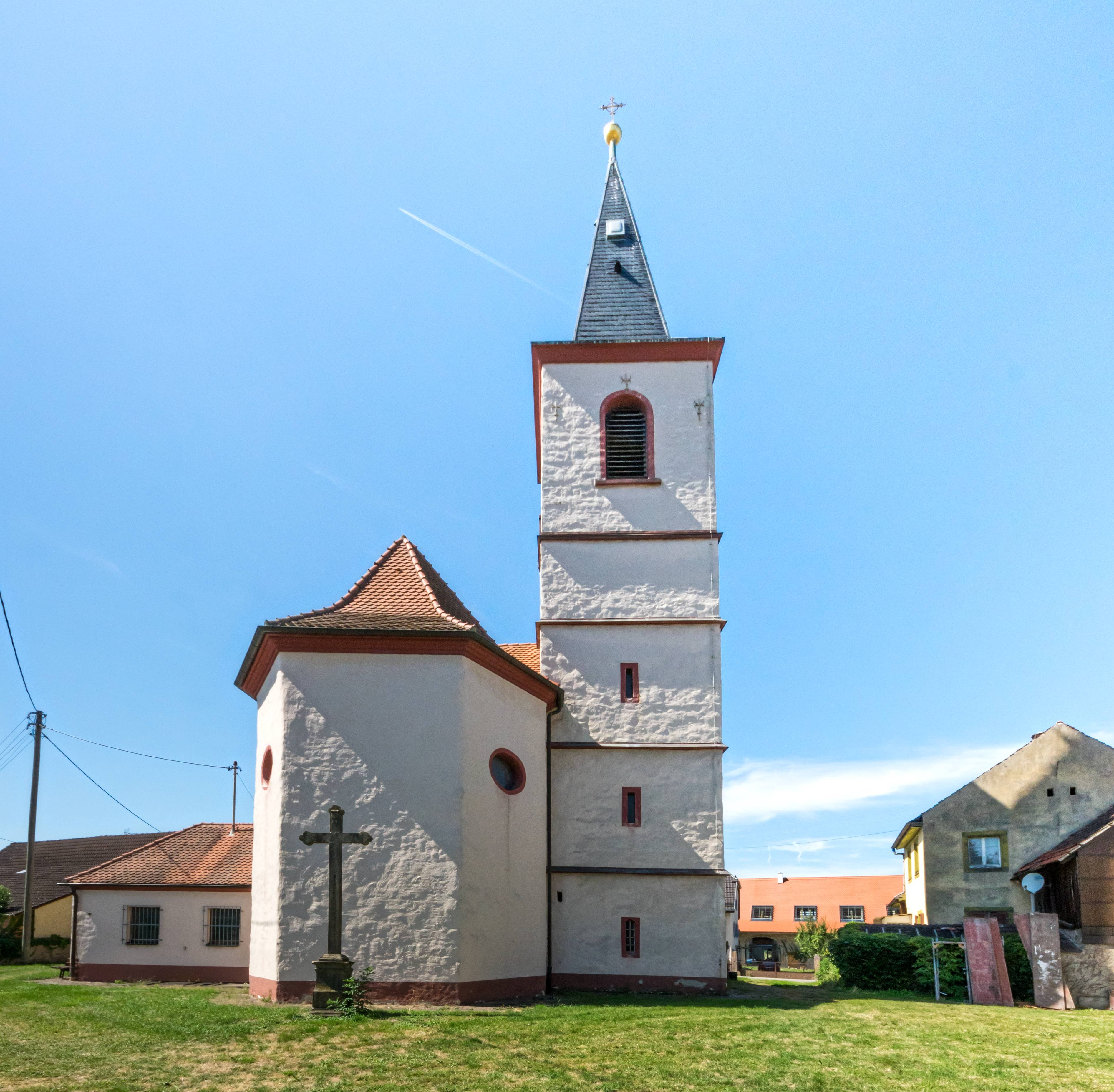
Pfarrkirche St. Agatha von Osten

## Bauwerke
- Pfarrkirche St. Agatha, Dorfstraße 10.
- Ehemaliger Gasthof „Bärenbad“, Dorfstraße 52. Die Zweiflügelanlage wurde in den 40er-Jahren des 18. Jahrhunderts von der Benediktinerabtei St. Blasien als Kur- und Badehaus an der radiumhaltigen Agathenquelle errichtet.[7] Heute privat genutzt.
- Ehemaliges Schulhaus, Dorfstraße 27. Von der Benediktinerabtei St. Blasien 1784/86 errichtet. Das Gebäude dient heute als Versammlungsstätte und Vereinshaus.
- Herrenhaus, Altenbergstraße 10. Als Dreiflügelanlage 1908/08 erbaut für den aus sächsischem Adel stammenden Graf Hohenthal.

## Persönlichkeiten
- August Violand (1750–1811), deutscher Benediktinermönch, Kirchenmusiker und Komponist, wirkte als Vikar in Grunern